# Bernhard von Menthon

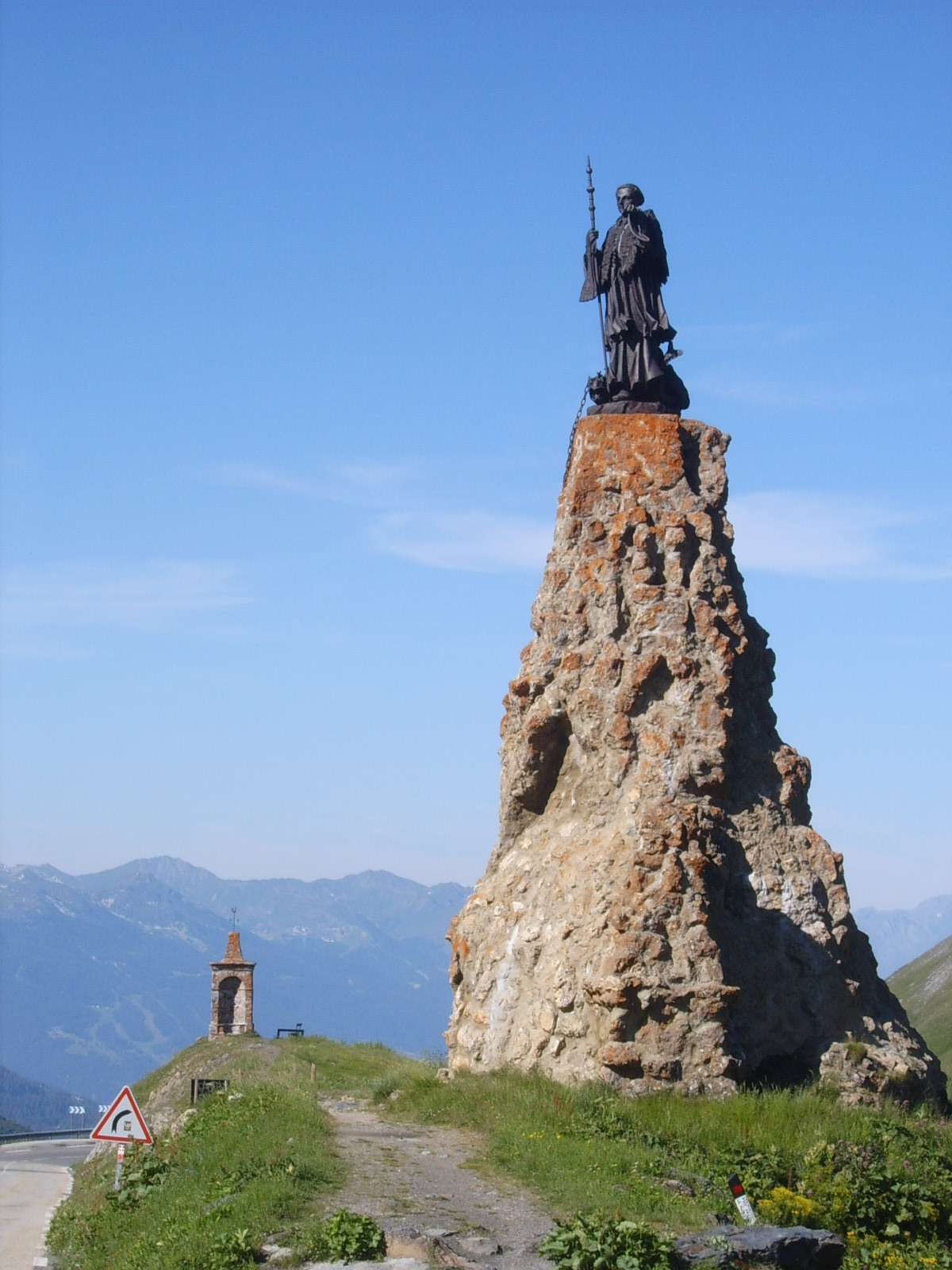
Statue Bernhards von Menthon auf dem Kleinen Sankt Bernhard

Bernhard von Menthon (auch Bernhard von Aosta und Bernhard von Mont-Joux; * 983 in Menthon-Saint-Bernard; † 15. Juni 1081 oder 1086, nach einigen Quellen am 28. Mai 1007 in Novara) ist ein Heiliger der katholischen Kirche und seit 1923 Schutzpatron der Alpenbewohner und Bergsteiger. Bernhard von Menthon gründete das Hospiz auf dem Grossen St. Bernhard, eine der ersten Einrichtungen zum Zwecke der Rettung aus Bergnot.

## Leben
Bernhard war Abkömmling der Adelsfamilie Menthon und verwandt mit der burgundischen Königin Ermengarde. Er studierte in Paris Philosophie und Rechtswissenschaft. Sein Vater, Ritter Richard von Menthon, hatte vor, ihn adelig zu verloben. Dem wollte Bernhard jedoch nicht Folge leisten und floh nach Aosta zum Archidiakon Peter. Bernhard erhielt von ihm die Priesterweihe und wurde zu seinem Nachfolger ernannt. Bernhard trat als Wanderprediger im Aostatal und der Diözese Novara auf.
Bernhard von Menthon gründete um 1050 das Hospiz auf dem Grossen Sankt Bernhard; einige Zeit später auch das auf dem Kleinen Sankt Bernhard. Grund dafür war, dass der Alpenübergang des Mont-Joux zwischen dem Wallis und dem Aostatal gefährlich war, aber dennoch von vielen Reisenden und auch vielen Pilgern genutzt wurde.
Bernhard versuchte im April 1081 in Pavia König Heinrich IV. von seinem Kampf gegen Papst Gregor VII. abzuhalten. Heinrich wollte Papst Gregor absetzen und an seiner Stelle Clemens III. auf den Thron bringen. Auf der Rückreise von Pavia starb Bernhard von Menthon in Novara. Sein Grab befindet sich in der dortigen Kathedrale.
Berühmtheit erlangte Bernhard auch durch die nach ihm benannten Rettungshunde, die Bernhardiner. Schon damals setzten die Augustiner-Chorherren vom Großen Sankt Bernhard trainierte Hunde als Helfer ein und züchteten sie seit Mitte des 17. Jahrhunderts zur eigenständigen Hunderasse weiter.

## Nachleben

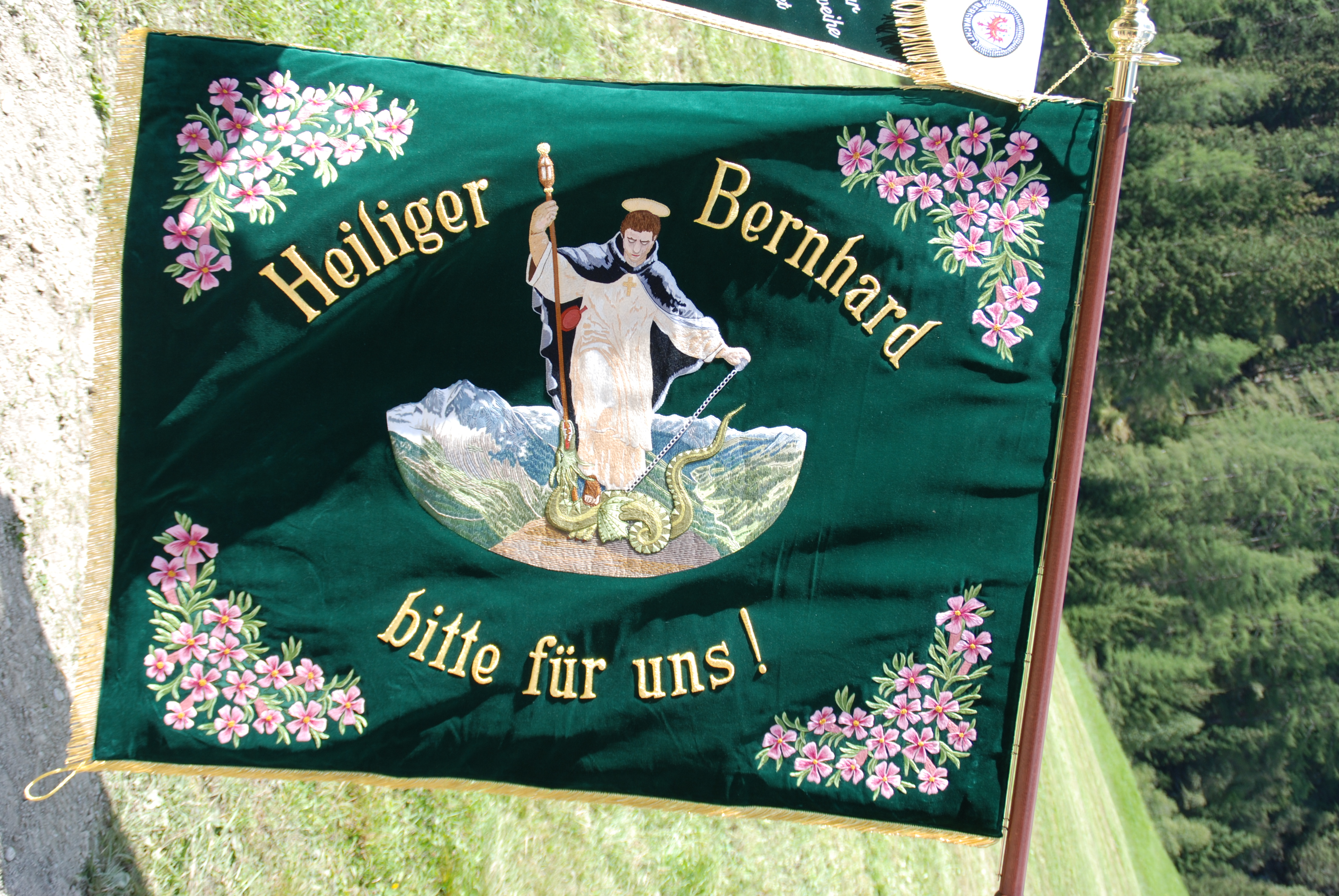
Darstellung des Heiligen auf der Fahne der Bergwacht-Einsatzstelle Villgraten

Bernhard von Menthon wurde bereits im 12. Jahrhundert im ganzen Piemont als Heiliger verehrt. Im Jahr 1123 erklärte ihn Bischof Richard von Novara als heilig. Offiziell heiliggesprochen und ins römische Martyrologium aufgenommen wurde Bernhard aber erst im Jahr 1681 durch Papst Innozenz XI.
Papst Pius XI. ernannte Bernhard von Menthon im Jahr 1923 zum Patron der Alpenbewohner und Bergsteiger. Dazu erließ Pius am 20. August 1923 eine apostolische Botschaft an den Bischof von Annecy über die Verehrung des heiligen Bernhard von Menthon:

„Um die Verehrung eines so großen Mannes, die er bei den Alpenbewohnern von Anfang an ununterbrochen bis jetzt genossen hat, mit der Fülle der apostolischen Gewalt zu vermehren, wollen Wir den Hl. Bernhard von Menthon als himmlischen Schutzherrn erklären, nicht nur für die Alpenbewohner, sondern auch für alle jene, die dem Bergsport huldigen. Wahrlich, von allen Betätigungen, in denen eine ehrbare Erholung gesucht wird, ist für geistige und körperliche Frische keine wohltuender als diese, nur muß Waghalsigkeit vermieden werden. Steigt man nämlich nach harter Arbeit und Mühe hinauf, wo die Luft dünner und reiner ist, so erneuern sich und erstarken einerseits die Kräfte, während andererseits der Mensch ausdauernder wird auch in den schwersten Pflichten des Lebens, denn er lernt mutig allen Gefahren ins Auge zu schauen. Beim Betrachten der Unendlichkeit und Schönheit der Zauberbilder, die sich auftun, erhebt sich unsere Seele leicht beflügelt zu Gott, dem Urheber und Herrn der Natur.“

Einsatzstellen der Tiroler Bergwacht führen sein Bild gelegentlich auf ihren Vereinsfahnen. Seit 2019 ist der heilige Bernhard auch auf dem Logo und in der Geschichte von Bermontis zu finden, einem Kräuterlikör aus dem Toggenburg. Als Schutzpatron der Alpen wurde Bernhard zum Namensgeber von Bermontis, dessen Namen sich aus „Ber“ für Bernhard und „montis“, lateinisch für „Berg“ zusammensetzt. Von jeder Flasche geht ein Teil des Erlöses an die Schweizer Berghilfe. 